# چیمگان بزرگ
چیمگان بزرگ {{ازبکی|Greater Chimgan) یک کوه در ازبکستان است که در ولایت تاشکند واقع شده‌است. چیمگان بزرگ ۳٬۳۰۹ متر بالاتر از سطح دریا واقع شده‌است.